# Judy Garland
Judy Garland, nome artístico de Frances Ethel Gumm (Grand Rapids, 10 de junho de 1922 — Londres, 22 de junho de 1969), foi uma atriz, cantora, dançarina e artista de vaudeville norte-americana, considerada por muitos uma das principais estrelas cantoras da era de ouro dos filmes musicais de Hollywood.
Garland recebeu o Óscar Juvenil, um prêmio especial em reconhecimento pela sua atuação em The Wizard of Oz e Babes in Arms, na 12ª Edição do Óscar, que aconteceu em 1940, ganhou um Globo de Ouro por A Star Is Born (1954) e foi a primeira mulher a receber o Prémio Cecil B. DeMille, em 1962, pelo conjunto da obra na indústria cinematográfica, bem como um prêmio Grammy Lifetime Achievement Award, em 1997, e um Tony Award Especial, em 1952.
Apesar de seus triunfos profissionais, Judy lutou com vários problemas pessoais ao longo de sua vida. Insegura com sua aparência, seus sentimentos foram agravados por executivos de cinema que disseram que ela era feia e com sobrepeso. Tratada com medicamentos para controlar seu peso e aumentar a sua produtividade, Judy suportou décadas de uma longa luta contra o vício das drogas. Ela era atormentada por uma instabilidade financeira, muitas vezes devendo centenas de milhares de dólares em impostos atrasados, e seus primeiros quatro de cinco casamentos terminaram em divórcios. Ela tentou o suicídio em vários momentos, mas não conseguiu. Judy morreu de uma overdose de remédios aos 47 anos, deixando três filhos, Liza Minnelli,   Lorna Luft e Joey Luft.

## Biografia

### Infância e início da vida
Nascida Frances Ethel Gumm, Judy Garland era a filha mais nova de Frank Avent Gumm (1886–1935) e Ethel Marion Milne (1893–1953). Seus pais se estabeleceram em Grand Rapids, Minnesota, para atuar no teatro de vaudeville.
A ascendência de Judy em ambos os lados de sua família pode ser rastreada até o Período colonial dos Estados Unidos. Seu pai era descendente da família Marable da Virgínia e sua mãe de Patrick Fitzpatrick, que emigrou para os Estados Unidos na década de 1770, em Brooklyn, condado de Meath, Irlanda.
Batizada, em uma Igreja Episcopal local, Baby (como Frances foi chamada por seus pais e irmãs) compartilhava o dom de sua família para a música e dança, fazendo sua primeira aparição com dois anos e meio de idade, quando se juntou a suas duas irmãs mais velhas, Mary Jane Suzy Gumm (1915-64) e Dorothy Virgínia Jimmie Gumm (1917-77), sobre a palco do teatro do pai durante um show de Natal, e cantou um coro de Jingle Bells. Acompanhada por sua mãe ao piano, o show The Sisters Gumm continuou durante mais alguns anos, sendo realizado sempre no mesmo local.
Após rumores de que Frank Gumm assediou sexualmente alguns funcionários do seu teatro, a família mudou-se para Lancaster, Califórnia, em junho de 1926. Frank comprou outro teatro em Lancaster e Ethel, atuando como sua gerente, começou a trabalhar para colocar suas filhas em filmes.

### 1928–34:The Gumm Sisters

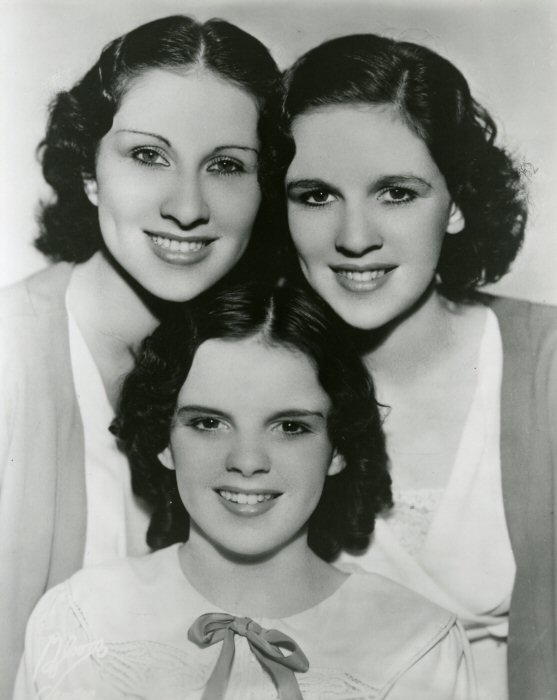
The Gumm Sisters, da esquerda para direita Mary Jane, Frances Ethel (Judy Garland) e Dorothy Virginia Gumm

Em 1928, como as The Gumm Sisters matricularam-se em uma escola de dança dirigida por Ethel Meglin, proprietária do grupo de dança Meglin Kiddies. As irmãs apareceram com a trupe de seu show anual de Natal. Foi através do Meglin Kiddies que Judy e suas irmãs fizeram sua estreia no cinema, em 1929, em Revue Big. Isso foi seguido por apresentações em dois curtos vitaphones (processo de gravação da banda sonora num disco que posteriormente era sincronizado quando da exibição do filme) no ano seguinte, Holiday in Storyland e The Wedding of Jack and Jill. Elas, a seguir, apareceram juntas em Bubbles. A última aparição na tela do The Sisters Gumm veio em 1935, em outro curta intitulado La Fiesta de Santa Barbara.
Em 1934, as irmãs, que até então tinham viajado pelo circuito de vaudeville como The Gumm Sisters por muitos anos, apresentaram-se em Chicago, no Teatro Oriental, com George Jessel. Ele incentivou o grupo a escolher um nome mais atraente depois que o nome "Gumm" foi recebido com risos da plateia. The Garland Sisters foi escolhido e Frances mudou seu nome para "Judy" logo depois, inspirada por uma canção popular de Hoagy Carmichael.
Várias histórias persistem em relação à origem do nome Garland. Uma é que foi criada por Jessel após ver a personagem Carole Lombard, de Lily Garland, no filme Twentieth Century, que passou no Oriental; outra é que o trio escolheu o sobrenome por causa do crítico Robert Garland. A filha de Judy, Lorna Luft, declarou que a mãe escolheu o nome quando Jessel anunciou que o trio de cantores "parecia mais bonito do que uma grinalda de flores". Outra variação surgiu quando Jessel foi convidado do programa de televisão de Judy em 1963. Ele alegou que a atriz Judith Anderson enviou um telegrama contendo a palavra "Garland" (grinalda) e ela ficou na sua mente.
No final de 1934, o Gumm Sisters havia mudado seu nome para Garland Sisters, Frances mudou seu nome para Judy, inspirada numa canção de Hoagy Carmichael. Em agosto de 1935 elas se separam quando Suzanne Garland decidiu se casar com o músico Lee Kahn, indo para Reno, Nevada.

### 1935–37: Contratada pela Metro-Goldwyn-Mayer
Louis B. Mayer solicitou que Busby Berkeley fosse ao Teatro Orpheum para assistir ao espetáculo das The Gumm Sisters e relatar suas impressões sobre o grupo. Depois, Judy e sua mãe foram levadas ao estúdio para uma entrevista com Louis B. e Busby Berkeley. Em 1935, Garland assinou um contrato com a Metro-Goldwyn-Mayer, supostamente sem um teste de tela, mas ela fez um teste para o estúdio há vários meses. A princípio não souberam como encaixar ela em alguma produção, pois como aos 13 anos ela era mais velha do que uma estrela infantil tradicional, mas muito jovem para papéis adultos. Sua aparência física criou um dilema para a MGM. Com pouco mais de 1,51 metros de altura sua doçura não refletia a personalidade das protagonistas da época. Ela era consciente e preocupada com sua aparência. "Judy veio da escola Metro de belezas do tipo real, como Ava Gardner, Lana Turner e Elizabeth Taylor", disse Charles Walters, que a dirigiu em vários filmes. "Judy era uma máquina de fazer dinheiro na época, um grande sucesso, mas era o patinho feio ... acho que isso teve um efeito muito prejudicial no seu emocional por um longo tempo. Acho que durou para sempre, realmente." sua insegurança foi agravada pela atitude do chefe de estúdio Louis B. Mayer, que se referiu a ela como sua "pequenina corcunda". Durante seus primeiros anos no estúdio, ela foi fotografada e vestida com roupas simples ou babados vestidos juvenis e trajes para coincidir com a imagem de uma garota comum. Foram feitos para ela moldes removíveis para seus dentes e um modelador nasal.
Ela desempenhou várias funções no estúdio e acabou como a antagonista de Deanna Durbin, no musical Every Sunday. O filme contrasta o seu alto alcance vocal com a soprano lírico Durbin e serviu como um teste de tela adicional para a dupla, como os executivos do estúdio estavam questionando a necessidade de ter duas cantoras no plantel, Mayer estudou a situação e quando decidiu manter as duas atrizes Durbin havia já tinha assinado com a Universal Studios.
Em 16 de novembro de 1935, em meio à preparação para uma apresentação de rádio no Chateau Shell Hour, Judy soube que seu pai, que tinha sido hospitalizado com meningite, havia piorado. Frank Gumm morreu na manhã seguinte, em 17 de novembro, deixando Judy arrasada. A canção de Judy para o Chateau Shell Hour foi sua primeira apresentação profissional com Zing! Went the Strings of My Heart, uma canção que se tornaria um padrão em muitos de seus concertos.
Garland chamou a atenção de executivos do estúdio cantando um arranjo especial de You Made Me Love You (Eu Não Quero Fazer Isso) para Clark Gable em uma festa de aniversário realizada pelo estúdio para o ator. Sua interpretação foi tão bem vista que ela cantou a música no Broadway Melody of 1938 (1937), cantando para uma fotografia dele.
MGM usou uma fórmula de sucesso ao formar um par entre Garland e Mickey Rooney em uma sequência de musicais de menor expressão. A dupla apareceu pela primeira vez juntos em um Filme B de 1937 chamado Thoroughbreds Don't Cry como personagens de apoio. Judy foi então colocada no elenco do filme Love Finds Andy Hardy . Eles atuaram pela primeira vez como personagens principais no filme Babes in Arms. Estrelaram juntos outros cinco filmes, incluindo mais dois da sequência de Andy Hardy.
Para acompanhar o ritmo frenético de fazer um filme atrás do outro, Garland, Rooney e outros jovens artistas constantemente consumiam anfetaminas, bem como barbitúricos para dormir. Para Garland, esta dose regular de drogas levou ao vício e uma luta ao longo da vida, contribuindo para sua morte. Mais tarde, ela se ressentiu da agitada agenda ao mesmo tempo que via sua juventude passar, tendo o sentimento de que fora roubada dela pela MGM. Apesar do sucesso na carreira, os prêmios, elogios da crítica e sua capacidade de lotar salas de exibição em todo o mundo, ela foi atormentada durante toda a sua vida com pela baixo autoestima exigindo constante reafirmação de que ela era talentosa e atraente.

### 1938–39: O Feiticeiro de Oz

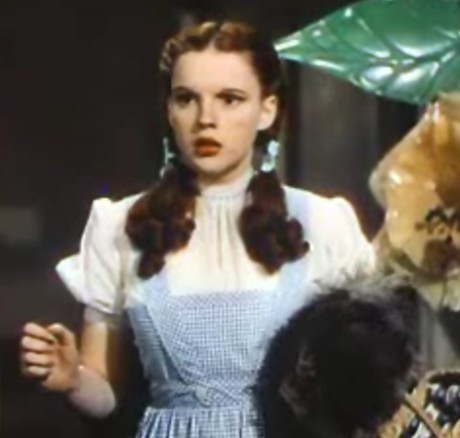
Mágico de Oz, 1939

Em 1938, na época com dezesseis anos, Judy conseguiu o papel principal de Dorothy Gale no filme O Feiticeiro de Oz, em que ela cantou a música com a qual ela sempre seria identificada, Over the Rainbow.
Embora os produtores Arthur Freed e Mervyn LeRoy quisessem Judy desde o início, o chefe do estúdio, Mayer, tentou primeiro conseguir Shirley Temple, da 20th Century Fox, que recusou a proposta. Deanna Durbin foi sondada em seguida, porém como não tinha disponibilidade para o papel, o mesmo foi entregue a Garland.
A princípio ela iria utilizar uma peruca loira para a personagem, mas Freed e LeRoy decidiram contra isso na hora de filmar. Seu vestido azul de algodão foi escolhido por seu efeito de indefinição sobre sua figura, fazendo aparentar mais jovem. Mesmo sentindo incômodos com a vestimenta apertada na cintura, era proibida pelos diretores de desobedecer, tendo que ficar com falta de ar por ser obrigada pela equipe de filmagem a apertar seus seios com uma faixa, para passar uma imagem infantilizada, como pedia sua personagem. Judy chegava a trabalhar dezoito horas diárias, para conseguir finalizar rapidamente suas diversas cenas. Sua mãe e os diretores lhe davam anfetaminas para que ela não dormisse e tivesse disposição para finalizar as filmagens, o que arruinou sua saúde física e psicológica com os anos.
A filmagem começou em 13 de outubro de 1938 e foi concluída em 16 de março de 1939, com um custo final de mais de 2 milhões de dólares. Judy Garland teve uma crise de risos durante uma cena, e então o diretor Victor Fleming a levou para um canto e lhe deu um tapa na cara, junto com um grande sermão, o que a fez desenvolver uma forte depressão. A partir da conclusão das filmagens, A MGM manteve Judy ocupada com turnês promocionais e as filmagens de Babes in Arms. Garland e Mickey Rooney foram enviados em uma turnê promocional através do país, que culminou em 17 agosto com a New York City Priemiere no Teatro Capitólio, que incluía cinco shows por dia.
O Feiticeiro de Oz foi um tremendo sucesso de crítica, mas, com seu alto orçamento e custo promocional, estimado em cerca de 4 milhões de dólares, juntamente com a baixa receita gerada pela bilheteria, o filme não teve lucro até que foi relançado em 1940.

### 1940–46: Estrelato adulto

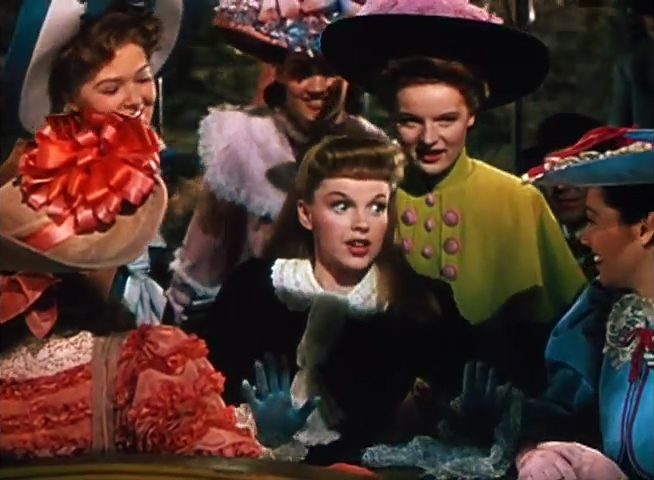
Meet Me in St. Louis, 1944

Em 1940, ela estrelou três filmes: Andy Hardy Meets Debutante, Strike Up the Band e Little Nellie Kelly. No último filme, Garland interpretou seu primeiro papel de adulto, um duplo papel de mãe e filha. Nellie Kelly foi adquirida de George M. Cohan como um meio de avaliar seu apelo de audiência como sua aparência física. O papel foi um desafio para ela, exigindo o uso de um acento, seu primeiro beijo adulto e a única cena de morte de sua carreira. O sucesso destes três filmes somados aos gravados em 1941, garantiu sua posição como maior estrela da MGM. Nesta época sofreu constante assédio sexual de diretores, produtores e atores. Judy tentou desistir da carreira artística, não suportando mais conviver nesse meio, onde sempre criticavam seu peso e sua aparência, e agora lhe assediavam, porém foi pressionada por sua mãe a continuar. Sob constante estresse profissional e pessoal, desenvolveu ansiedade e pânico, o que a levou ao alcoolismo e ao vício em cigarros e barbitúricos.
Durante esse tempo, Judy experimentou seus primeiros romances sérios. Seu primeiro namorado foi o músico Artie Shaw. Garland era profundamente apaixonada por Shaw, mas ficou devastada em 1939, após seis meses de namoro, quando ele a traiu com Lana Turner, a abandonando posteriormente, o que a levou a tentar o suicídio misturando barbitúricos, anfetaminas e bebidas alcoólicas, precisando ficar alguns dias internada. Recuperada, Judy começou um relacionamento amoroso com o músico David Rose, e quando completou 18 anos, este deu-lhe um anel de noivado. Os produtores do estúdio intervieram, porque David, apesar de separado, ainda era oficialmente casado na época com a atriz e cantora Martha Raye. O estúdio queria manter a qualquer custo a imagem infantilizada de Judy, visto que eram papéis assim que lhe destacavam na mídia, onde qualquer deslize em sua vida pessoal acabaria com sua imagem perante o público, e o estúdio perderia dinheiro. O casal, então, concordou em esperar um ano para sair o divórcio entre Rose e Raye. Judy e David casaram-se em 27 de julho de 1941. A atriz logo engravidou, porém sua mãe e os produtores a convenceram a fazer um aborto, através de remédios, para que não atrapalhasse sua carreira. Com medo, acatou a decisão, apoiada por seu marido. Nesta época, pressionada pela indústria cinematográfica a emagrecer, seus produtores passaram a controlar tudo o que a artista comia, e assim ela desenvolveu anorexia alcoólica, aparentando estar visivelmente mais magra em seu próximo filme, For Me and My Gal, ao lado de Gene Kelly em sua primeira aparição nas telas de cinema. Garland ficou no topo dos créditos pela primeira vez e, efetivamente, fez a transição de estrela adolescente a atriz adulta.
Com 21 anos, deu um toque de glamour em Presenting Lily Mars, no qual ela usava vestidos adultos. Seu brilhante cabelo estava puxado para cima de forma elegante. No entanto, não importa o quão glamourosa ou bonita ela aparecesse na tela ou em fotografias, ela nunca estava confiante em sua aparência e nunca escapou da imagem de garota comum e infantil, personagem que tinha sido criado para ela.
Um dos mais bem sucedidos filmes da atriz pela MGM foi Meet me in St. Louis de 1944, em que ela apresentou três canções: The Trolley Song, The Boy Next Door e Have Yourself a Merry Little Christmas. Devido as constantes traições dele, nesse mesmo ano de 1944 divorciou-se de David Rose.
Vincente Minnelli foi designado para dirigir o filme Meet me in St. Louis, e pediu que a maquiadora Dorothy Ponedel fosse atribuída a Garland para melhorar sua imagem. Ponedel refinou a aparência de Judy de diversas maneiras, incluindo a ampliação e remodelação das sobrancelhas, mudando seu cabelo, modificando sua linha de lábio e retirando seu modelador nasal. Judy gostou dos resultados, tanto que Ponedel foi incluída no seu contrato para realizar todas as suas fotos na MGM. Durante as filmagens de Meet me in St. Louis, depois de alguns conflitos iniciais entre eles, Minnelli e Garland começaram um relacionamento amoroso. Eles casaram-se em 15 de junho de 1945, e em 12 de março de 1946, nasceu de parto normal, em Los Angeles, a filha do casal, Liza Minnelli.
The Clock (1945) foi o seu primeiro filme dramático, ao lado de Robert Walker. Embora o filme tenha sido elogiado pela crítica e obtivesse muito lucro, a maioria dos fãs do filme esperava que ela cantasse. Demorariam alguns anos até que ela atuasse novamente em outro filme que não fosse musical.
Outros filmes famosos dela nos anos 1940 incluem The Harvey Girls (1946), no qual ela cantou a música vencedora do Óscar, On the Atchison, Topeka e Santa Fé e The Pirate de 1948.

### 1947–50: Deixando a MGM

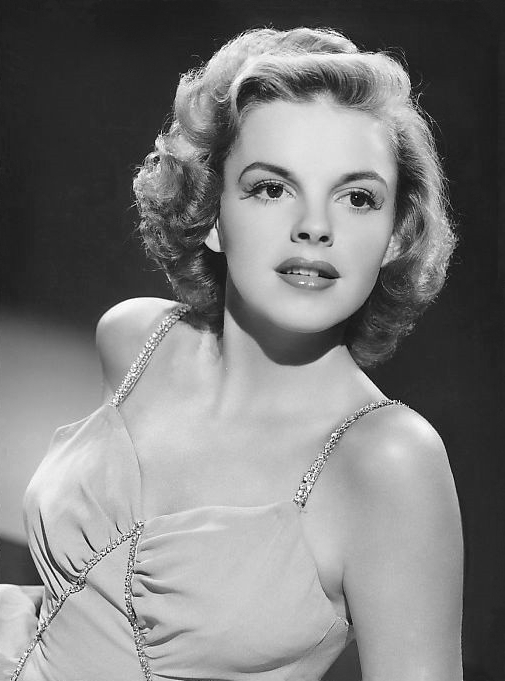
Judy em 1943, na publicidade de Presenting Lily Mars.

Durante as filmagens de The Pirate, em abril de 1947, Judy sofreu um colapso nervoso devido à síndrome de burnout e foi internada em um hospital psiquiátrico para descansar. Nesta época tornou-se dependente de antidepressivos e ansiolíticos. Após recuperada, completou as filmagens, mas em julho desse ano, após ser agredida pelo marido por causa de ciúmes e controle constante a sua vida pessoal e profissional, Judy tentou o suicídio após beber muito, cortando os pulsos com o vidro da garrafa que havia quebrado, após beber. Nesse período ela passou duas semanas no Austen Riggs Center, um hospital psiquiátrico em Stockbridge, Massachusetts. Recuperada, continuou na sequência de seu trabalho em The Pirate, completando mais três filmes para a MGM: Easter Parade (em que ela dançou com Fred Astaire), In the Good Old Summertime, e seu último filme com a MGM, Summer Stock.
Poucos meses depois, seus problemas emocionais agravaram-se, e Garland foi incapaz de completar uma série de filmes. Durante as filmagens de The Barkleys of Broadway, Judy começou a frequentar sessões de psicoterapia, e consultas frequentes ao psiquiatra. Devido a forte insônia que desenvolveu, obteve receita para tomar um coquetel de medicações para poder dormir, juntamente com sedativos obtidos de forma ilícita, contendo morfina. Nessa mesma época ela começou a apresentar dificuldade de concentração e enxaqueca pelo abuso de bebidas alcoólicas. Estes, em combinação com recorrentes lapsos de memória, levaram-na a perder vários dias de filmagem. Depois de ser advertido pelo médico de que ela só seria capaz de trabalhar quatro a cinco dias por semana, intercalando com períodos de repouso prolongados, o executivo da MGM Arthur Freed tomou a decisão de suspender Garland em 18 de julho de 1948. Ela foi substituída por Ginger Rogers.
Judy abandonou o coquetel de medicações para dormir, o que melhorou sua memória e disposição. Havia conseguido trabalho no elenco da adaptação cinematográfica de Annie Get Your Gun, onde representou Annie Oakley. Ela estava nervosa com a perspectiva de assumir um papel fortemente identificado com a imagem de Ethel Merman, preocupada pela aparência da personagem ser pouco glamourosa, após ser identificada com papéis juvenis por vários anos e nervosa por causa do seu tratamento nas mãos do diretor Busby Berkeley. Ela começou a chegar atrasada ao set e às vezes não aparecia. Ela foi suspensa em 10 de maio de 1949 e foi substituída por Betty Hutton. Judy fez seu próximo filme, Royal Wedding June Allyson. No início de 1950 descobriu estar grávida de seu amante, Sidney Luft, com quem se relacionava há um ano, mesmo casada, pois seu matrimônio era infeliz, e não queria se separar por medo de perder a guarda da filha, devido as suas crises depressivas. Sidney e Judy não poderiam ter um filho naquele momento, e então a atriz fez seu segundo aborto, através de medicamentos. Com os meses, seu quadro de pânico, ansiedade e depressão agravaram-se, e a atriz não conseguia sair de casa para o set de gravação, ou chegava atrasada em diversas ocasiões. O estúdio, então, suspendeu o seu contrato em 17 de junho de 1950, substituindo-a por Jane Powell. Respeitáveis biografias após a morte de Garland declararam que, depois dessa última demissão, ela esfregou no pescoço um copo de água quebrado, exigindo apenas um Band-Aid, mas, ao mesmo tempo, o público foi informado de que uma desalentada Garland tinha cortado a garganta. "Tudo que eu podia ver à frente era mais confusão", disse mais tarde Judy sobre a tentativa de suicídio. "Eu queria apagar o futuro, assim como o passado. Eu queria me machucar e a todos que me feriram".

### 1951–53: Estrelato renovado no palco
Em outubro de 1951, Garland abriu uma temporada com dois espetáculos ao estilo vaudeville no recém-reformado Palace Theatre. A temporada de 19 semanas ultrapassou todos os recordes anteriores para o teatro e foi descrito como "um dos maiores triunfos pessoais na história do show business". Garland foi homenageada pela sua contribuição para a revitalização do vaudeville com um Tony Award especial. Nesse mesmo ano tomou coragem, saindo de casa com a filha e divorciou-se de Vincente Minnelli, não suportando mais as traições, agressões e humilhações dele, fator que a fez conseguir a guarda de sua filha na justiça.
Judy Garland e Sidney Luft casaram-se em 8 de junho de 1952, em Hollister, na Califórnia. O casal teve dois filhos: Lorna Luft, nascida em Santa Mônica, em 21 de novembro de 1952, e Joey Luft, nascido em Los Angeles, em 29 de março de 1955, ambos nascidos de parto normal.
Em maio de 1952, no auge do retorno de Judy aos cinemas, sua mãe foi destaque em uma história do Los Angeles Mirror, no qual ela tentou desmoralizar e humilhar a própria filha, revelando que, embora Garland estivesse fazendo uma pequena fortuna no Palace, Ethel estava trabalhando em um escritório, na Douglas Aircraft Company, por 61 dólares por semana. Garland e Ethel tinha ficado afastadas por anos, com Judy caracterizando sua mãe como "não serve para nada a não ser para criar caos e medo" e acusando-a de má administração e apropriação indevida do salário de Judy desde os primeiros dias de sua carreira. A irmã de Judy, Virgínia, negou, dizendo: "Mamãe nunca levou um centavo de Judy". Judy afastou-se da mãe após o primeiro casamento, cortando anos de uma relação abusiva, sentida principalmente ao não ter o apoio da mãe na tentativa de largar a vida artística, mesmo lhe relatando as humilhações que sofria. Em 5 de janeiro de 1953, Ethel foi encontrada morta dentro de seu carro, vitimada por um infarto, no estacionamento de um aeroporto.

### 1954:A Star Is Born

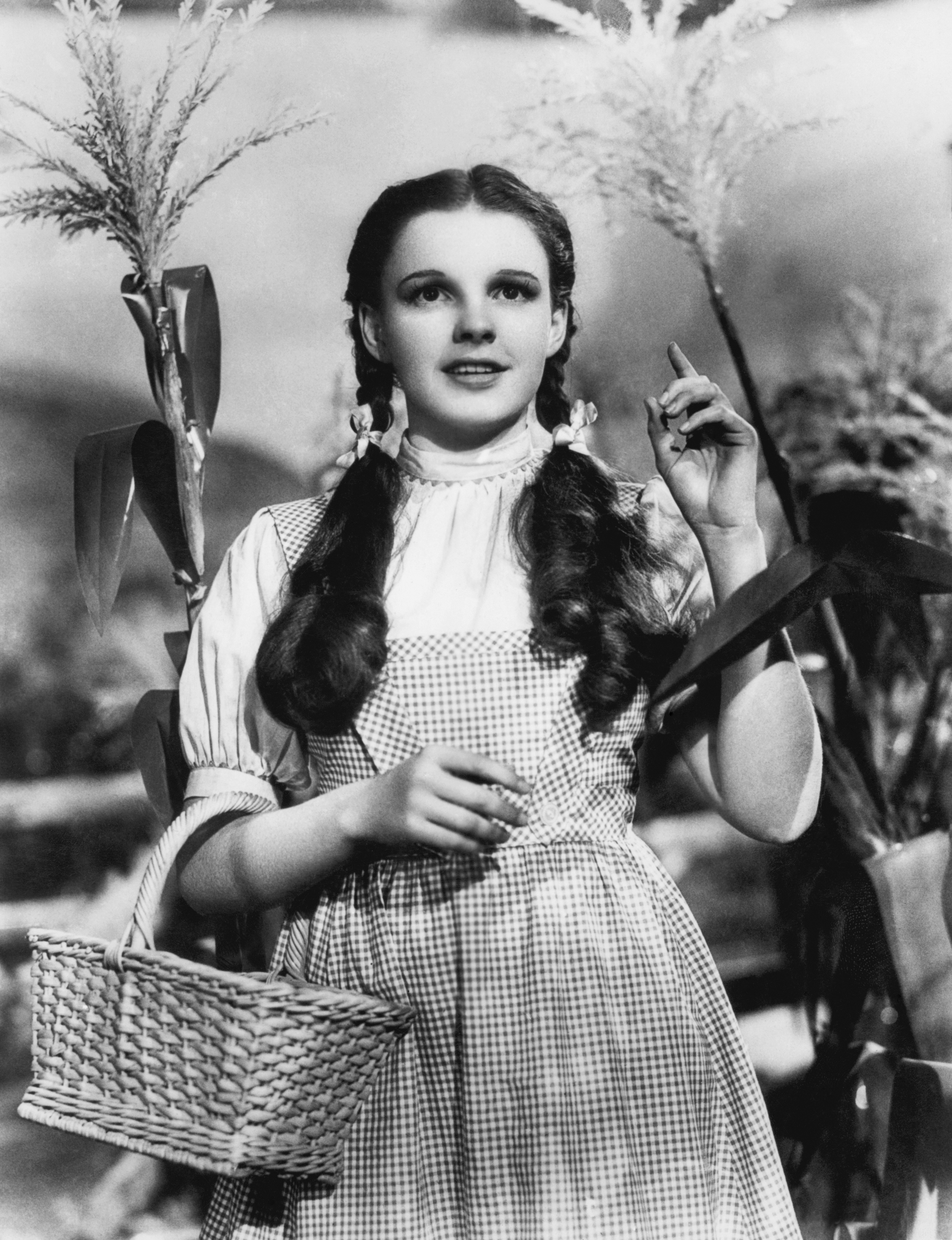
Garland como Dorothy em O Mágico de Oz, em 1939.

Em 1954, Garland filmou um remake do musical A Star is Born para a Warner Bros. Luft e Garland, através de sua produtora Transcona Enterprises, produziram o filme, enquanto a Warner Bros forneceu os fundos e as instalações de produção e da equipe. Dirigido por George Cukor e co-estrelado por James Mason, era uma grande empreitada a qual Garland inicialmente se dedicou plenamente. Com o progredir da filmagem, no entanto, ela começou a fazer as coisas que tinha feito tantas vezes durante seus últimos filmes da MGM. Atrasos de produção e aumento dos custos levaram a confrontos com Jack Warner, o cabeça da Warner Bros. Por sugestão de Luft, o Born in a Trunk (Nascido em um Tronco) foi filmado como uma vitrine para Garland e contra as objeções do diretor Cukor, que temia que o tamanho adicional levasse a cortes em outras áreas. A sequência do filme foi concluída em 29 de julho.
Após a sua estreia mundial em 29 de setembro, o filme foi aclamado pela crítica e pelo público. Antes do lançamento, o filme foi editado por instrução de Jack Warner, os operadores do cinema estavam preocupados com a possibilidade de perder dinheiro, porque eles só podiam rodar o filme três ou quatro vezes por dia, em vez de cinco ou seis e pressionaram o estúdio para fazer reduções adicionais. Cerca de 30 minutos de imagens foram cortados, provocando indignação entre os críticos e cinéfilos. A Star is Born acabou perdendo dinheiro e a posição financeira de Judy ficou abalada porque os lucros esperados não se materializaram. A Transcona não fez mais filmes com a Warner.
Garland foi nomeada para o Óscar de Melhor Atriz (principal) na 27ª Edição do Óscar, que ocorreu em 1955 e nas vésperas da premiação era esperada como a provável vencedora pelo público e críticos. Ela não pôde comparecer à cerimônia porque tinha acabado de dar à luz seu filho, Joseph Luft, então uma equipe de televisão estava no hospital com câmeras e equipamentos para a transmissão televisiva do discurso de aceitação antecipada. O Oscar foi ganho, no entanto, por Grace Kelly pela sua atuação no filme The Country Girl (1954). A equipe de filmagem foi à cerimônia antes que Kelly pudesse chegar ao palco. Judy até fez piadas sobre o incidente, em sua série de televisão, dizendo: "... e ninguém disse adeus". Groucho Marx enviou um telegrama após a cerimônia de premiação, declarando que a sua perda foi "o maior roubo desde Brinks". A revista Time rotulado seu desempenho como "apenas sobre a maior mostra de uma mulher na história do cinema moderno. Judy, no entanto, ganhou o Globo de Ouro de Melhor Atriz em um Musical pelo papel.
Os filmes de Garland após A Star Is Born incluem Julgamento em Nuremberg (1961) (para o qual ela foi indicada para Oscar e Golden Globe, nomeada para Melhor Atriz coadjuvante, o longa-metragem animado Gay Purr-ee (1962), e A Child is Waiting (1963), com Burt Lancaster. Seu último filme, I Could Go on Singing (1963), co-estrelado por Dirk Bogarde, espelhou sua própria vida com a história de uma cantora mundialmente famosa. A última música do filme foi a profética I Could Go on Singing, cuja tradução para o português seria "Eu poderia continuar cantando".

### 1955–63: Televisão,showseCarnegie Hall
Garland havia contratado Luft como seu empresário no mesmo ano em que se divorciou de Minnelli. Ele organizou uma turnê de quatro meses do Reino Unido, onde todos os shows tiveram seus ingressos esgotados por toda a Inglaterra, Escócia e Irlanda. Ele incluiu suas primeiras aparições no famoso London Palladium, por um período de quatro semanas em abril. Embora parte da imprensa britânica a repreendeu antes de sua abertura por ser "muito pesada", ela recebeu elogios e os aplausos foi descrito pelo gerente Palladium como o mais alto que ele já tinha ouvido.
Começando em 1955, Garland apareceu em vários especiais de televisão. O primeiro foi o episódio de estreia de 1955 do Ford Star Jubileu, que foi a primeira transmissão totalmente colorida na CBS e foi um triunfo, marcando 34,8 pontos na classificação Nielsen. Judy fez um contrato de três anos e de 300 000 dólares com a rede. Só um adicional especial, uma edição ao vivo direto do General Electric Theater, foi transmitido em 1956, antes de a relação entre a Lufts e CBS ter se quebrado em uma disputa sobre o formato planejado dos especiais programados. Em 1956, Judy se apresentou por quatro semanas no The New Frontier Hotel, em Las Vegas, por um salário de 55 000 dólares por semana, fazendo a mais bem paga animadora de Las Vegas. Apesar de um breve ataque de laringite, suas performances foram tão bem sucedidas que sua execução foi prorrogada por uma semana. Mais tarde, naquele ano, ela voltou ao Palace Theatre, local de seus triunfos anteriores, para novas apresentações duas vezes por dia. Ela iniciou em setembro, tendo mais uma vez elogios e aclamação popular.
Em novembro de 1959, Judy foi internada com diagnóstico de cirrose hepática, devido ao excesso de álcool, e mistura de barbitúricos, antidepressivos, ansiolíticos, sedativos a base de morfina e anfetaminas. Esse quadro gerou uma ascite, onde líquidos abdominais foram drenados por uma sonda, até que, ainda fraca, ela foi liberada do hospital somente em janeiro de 1960. Ela foi informada pelos médicos de que provavelmente tinha cinco anos ou menos para viver e que, mesmo se sobrevivesse, ela seria uma semi-inválida e nunca iria cantar novamente. Inicialmente, ela se sentiu "muito aliviada" com o diagnóstico. "A pressão estava fora de mim pela primeira vez na minha vida". No entanto, Judy recuperou-se com êxito ao longo dos próximos meses e, em agosto do mesmo ano, voltou ao palco do Palladium. Ela se sentiu tão calorosamente abraçada pelos britânicos que anunciou sua intenção de mudar-se definitivamente para a Inglaterra.
A aparição no concerto no Carnegie Hall, em 23 de abril de 1961, foi um destaque considerável, chamado por muitos de "a maior noite da história do show business". A gravação dupla Judy at Carnegie Hall ganhou o certificado de ouro, marcando presença por 95 semanas na Billboard, incluindo 13 semanas no número um. O álbum ganhou cinco prêmios Grammy, incluindo Álbum do Ano e Melhor Vocal Masculino do Ano.
Em 1961, Judy e a CBS resolveram litígios de seu contrato com a ajuda de seu novo agente, Freddie Fields, e ela negociou uma nova rodada de ofertas. O primeiro programa, intitulado The Judy Garland Show, exibido em 1962, contou com convidados como Frank Sinatra e Dean Martin. Na sequência desse sucesso, a CBS fez uma oferta de 24 milhões de dólares para Judy, para uma série semanal de televisão própria, também a ser chamada de The Judy Garland Show, que foi considerado na época pela imprensa como "o maior negócio de talentos da história da TV". Embora Judy tivesse dito já em 1955 que ela nunca faria uma série de televisão semanal, no início dos anos 1960 ela estava em uma situação financeira precária. Judy fez várias centenas de milhares de dólares em dívida para com a Receita Federal, não pagando impostos em 1951 e 1952, e o fracasso financeiro de A Star is Born significava que ela não recebeu nada do que havia investido. A temporada de sucesso na televisão destinava-se a garantir o futuro financeiro de Garland.
Na sequência de uma trinca especial, Judy Garland e seus convidados Phil Silvers e Robert Goulet, a série semanal estreou em 29 de setembro de 1963. The Judy Garland Show foi elogiado pela crítica, mas, por uma variedade de razões (incluindo ser colocado no mesmo horário de Bonanza na NBC), o show durou apenas uma temporada e foi cancelado em 1964, após 26 episódios. Apesar do seu curto tempo, a série foi indicada para quatro prêmios Emmy. O fim da série foi pessoalmente e financeiramente devastador para Judy, que nunca se recuperou completamente de seu fracasso.
Garland pediu o divórcio a Luft em 1963, alegando crueldade como motivo. Ela também afirmou que desde o primeiro ano de casamento era constantemente traída e espancada pelo marido, que era extremamente ciumento e a humilhava, principalmente quando ele estava alcoolizado. Também revelou a justiça que em 1956, após uma briga violenta, onde ela ameaçou dar entrada no divórcio, ele tinha tentado levar os filhos deles embora à força, porém, com medo de separar-se dos filhos, havia reconciliado-se com ele. Em 1964, Judy decidiu sair de casa com os filhos, conseguindo a guarda na justiça, entrando em um processo litigioso de divórcio.

### 1964–69: Anos finais
Com o cancelamento da sua série de televisão, Judy voltou ao palco. Mais notavelmente, ela se apresentou no Palácio de Londres com sua filha Liza Minnelli, então com dezoito anos, em novembro de 1964. O concerto, que também foi filmado pela rede de televisão britânica ITV, foi uma das últimas aparições de Garland no local. Ela fez aparições no The Ed Sullivan Show, The Tonight Show, The Hollywood Palace e The Merv Griffin Show, hospedando um episódio do último.
A turnê de 1964 na Austrália foi amplamente desastrosa. O primeiro concerto em Sydney, realizado no Sydney Estadium, porque não podiam acomodar a multidão que queria vê-la, foi bem e recebeu críticas positivas. Sua segunda apresentação, em Melbourne, começou com uma hora de atraso. A multidão de 70 000 pessoas, enfurecidas pela sua morosidade e acreditando que Garland bebera, vaiaram-na e ela fugiu do estádio após apenas 45 minutos. Mais tarde, ela caracterizou a multidão de Melbourne como "brutal". O segundo concerto em Sydney foi normal, mas a apresentação em Melbourne deu-lhe má fama na imprensa. Alguns maus comentários foram causados por um episódio quase fatal de pleurisia.
Ainda em 1964, Judy iniciou um namoro com o promotor de sua turnê, Mark Herron, em uma viagem de barco ao largo da costa de Hong Kong.
Seu divórcio de Luft só saiu definitivamente em 19 de maio de 1965. Em 14 de novembro desse mesmo ano, casou-se com Herron. O casal separou-se em janeiro de 1969, quando Judy descobriu que ele a traía com outros homens, o que piorou suas crises depressivas e abuso de álcool, cigarros e medicamentos controlados.
Em fevereiro de 1967, Judy foi escalada como Helen Lawson no Valley of the Dolls da 20th Century Fox. Durante as filmagens, Judy faltou aos ensaios e foi demitida em abril. Ela foi substituída por Susan Hayward. A pré-gravação da canção I'll Plant My Own Tree sobrevive até hoje, juntamente com os testes de seu guarda-roupa.
Retornando ao palco, Garland fez suas últimas aparições no Palace Theatre de Nova York, em julho, uma turnê de 16 shows, tocando com seus filhos Lorna e Joey Luft. Judy usava um terninho de lantejoulas no palco para essa turnê, que fazia parte do guarda-roupa original de sua personagem em Valley of the Dolls.
No fim de janeiro de 1969, sua saúde havia se deteriorado rapidamente, passando a ter crises convulsivas atônicas, devido a exorbitante quantidade de medicamentos que tomava. A artista também consumia fortes dosagens de remédios para conter o avanço da cirrose hepática, e também havia desenvolvido insuficiência respiratória devido ao tabagismo. Nesta época, não quis parar de trabalhar, mesmo sob recomendação médica, e viajou sozinha para Londres no início de fevereiro, para cantar na boate Talk of the Town, em um contrato fechado para cinco semanas de apresentações. Nessa viagem conheceu Mickey Deans, um músico e empresário norte-americano doze anos mais jovem, por quem se apaixonou e iniciou um namoro. Voltou aos Estados Unidos em 11 de fevereiro daquele ano para assinar seu divórcio de Herron, que havia sido finalizado.
Judy decidiu mudar-se para Londres para ficar junto de seu novo namorado. Eles casaram-se em 17 de março de 1969.
A cantora fez seu último concerto em Copenhage, em 20 de março de 1969.

## Morte

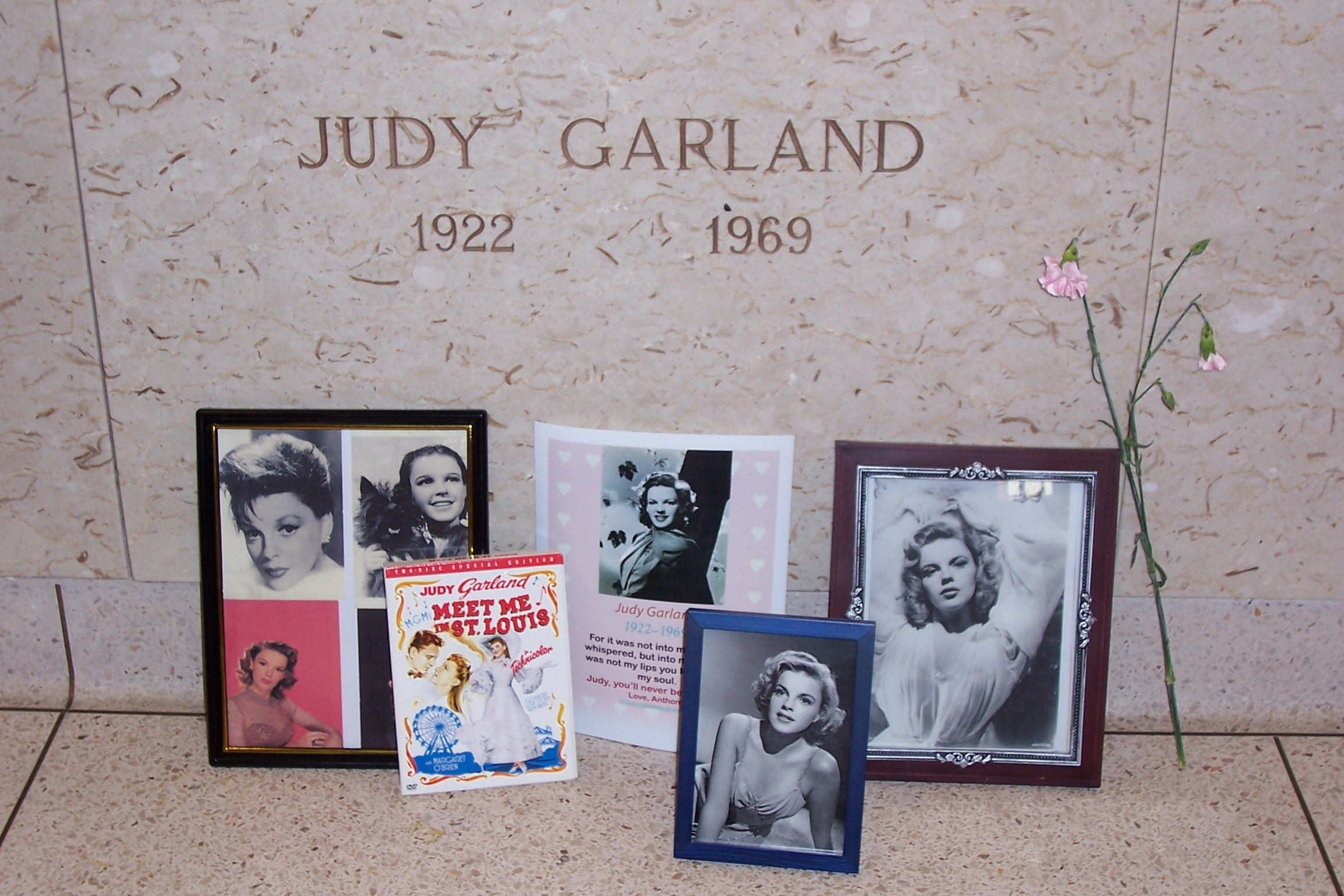
Cripta de Judy Garland no Cemitério Ferncliff

Em 22 de junho de 1969, Judy Garland foi encontrada morta por Deans no banheiro de sua casa alugada em Londres. O legista, Gavin Thursdon, declarou no inquérito que a causa da morte foi "uma auto-overdose não intencional de barbitúricos, seu sangue continha o equivalente a 97 mg de cápsulas de secobarbital. Thursdon salientou que a overdose foi acidental e que não havia nenhuma evidência para sugerir que ela havia cometido suicídio. A autópsia revelou que não houve inflamação do revestimento do estômago dela e nenhum resíduo de drogas em seu estômago, o que indicou que a droga havia sido ingerida por um longo período, em vez de uma dose. Seu atestado de óbito indicou que sua morte foi "acidental". Mesmo assim, um especialista britânico que tinha assistido Judy disse que ela tinha um tempo de vida limitado devido à cirrose hepática. Garland tinha completado 47 anos apenas 12 dias antes de sua morte. Sua co-estrela em O Mágico de Oz, Ray Bolger, comentou no funeral de Judy, "Ela simplesmente se consumiu".
Estima-se que 20 000 pessoas fizeram fila por horas na capela funerária Frank E. Campbell para ver o corpo dela. Judy foi enterrada no Ferncliff Cemetery, em Hartsdale, Nova York.
Em janeiro de 2017, os restos mortais de Garland foram removidos de Ferncliff Cemetery, a pedido de seus filhos para que eles pudessem ser transferidos para o Hollywood Forever Cemetery, em Los Angeles.

## Legado

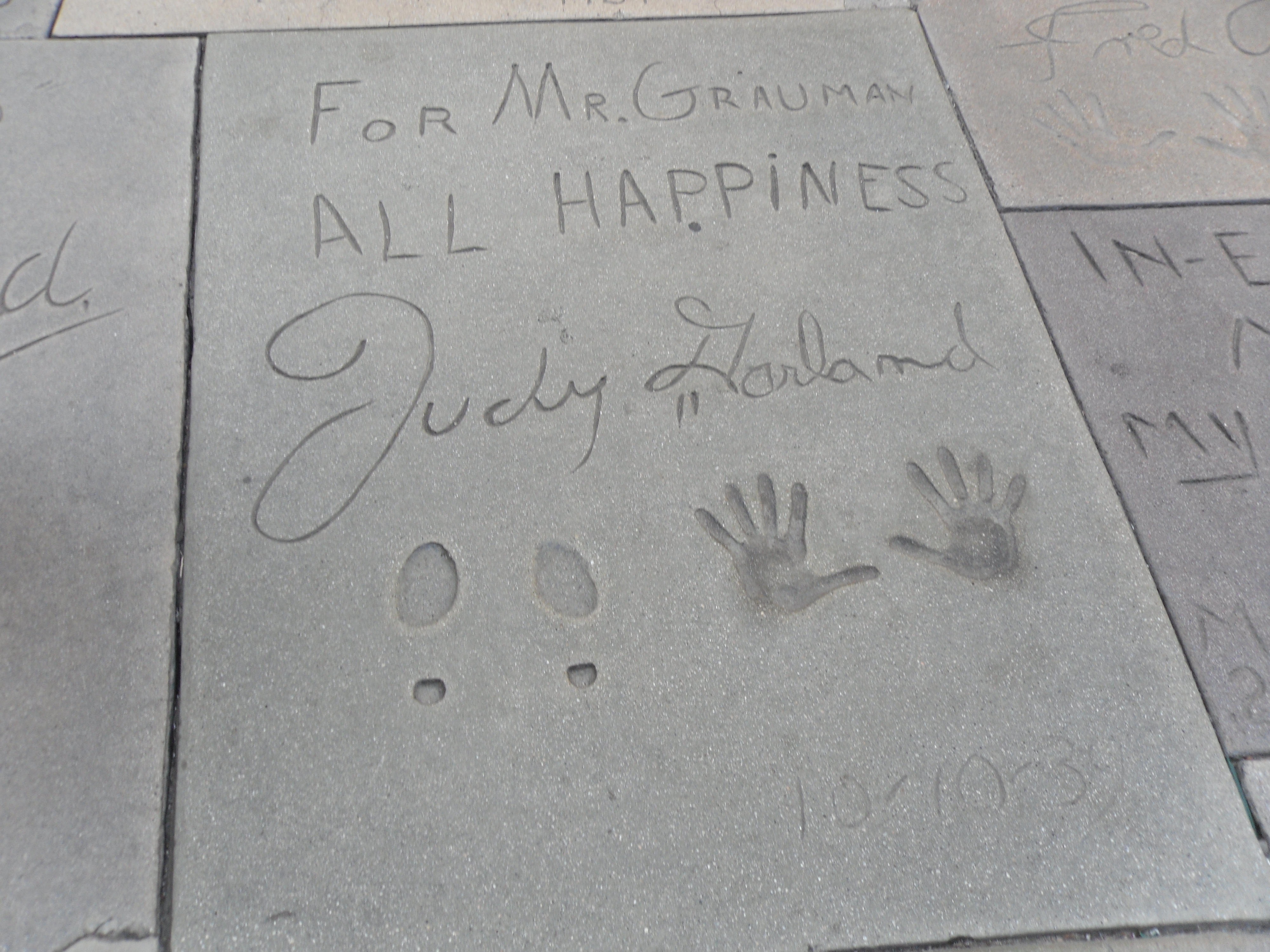
Pegadas e assinatura de Judy Garland na Calçada da Fama do Teatro Chines.

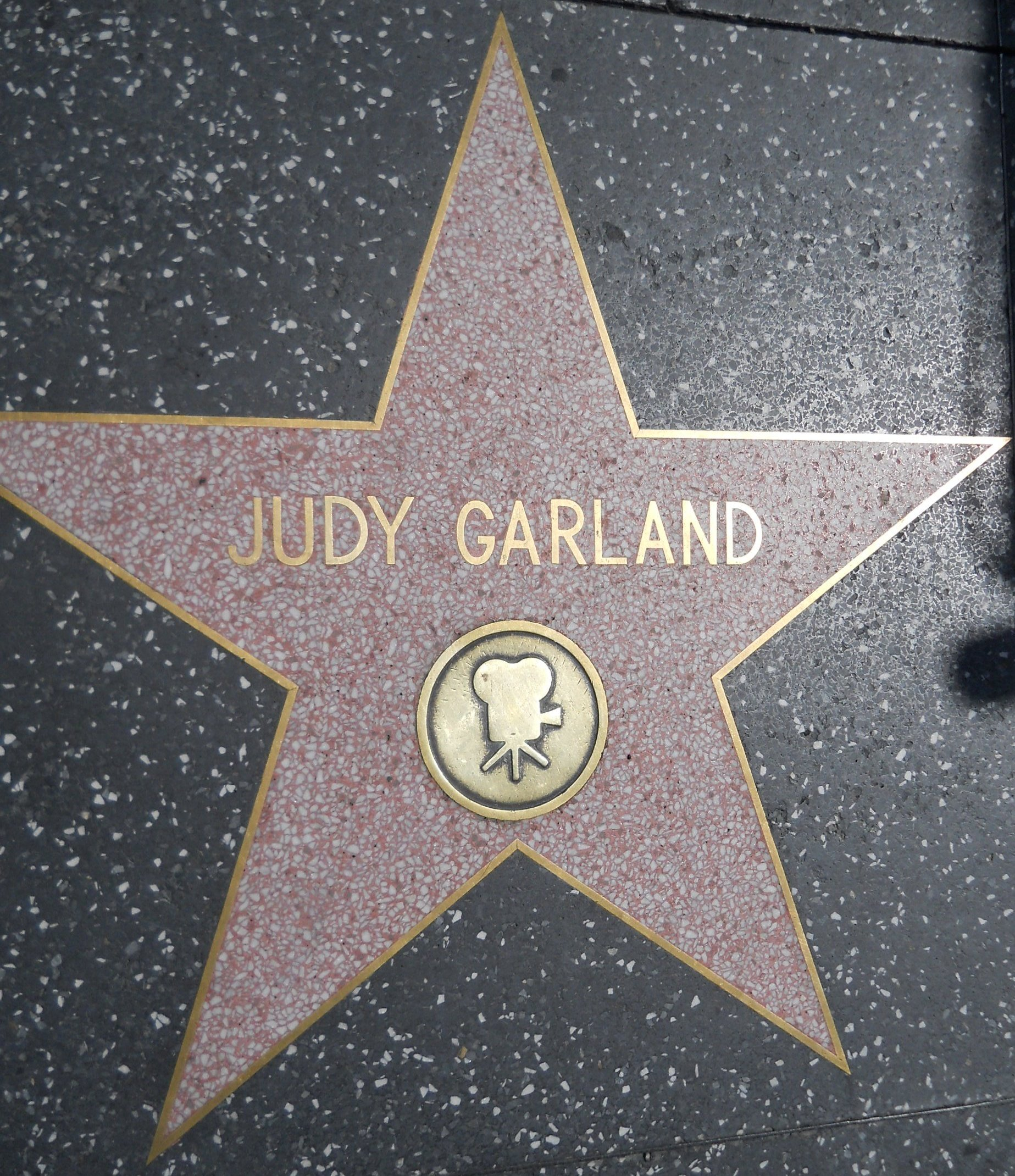
Estrela de Judy Garland na Calçada da Fama em Hollywood.

O legado de Judy Garland como artista e como personalidade resistiu por muito tempo após sua morte. O American Film Institute nomeou Garland a oitava entre as maiores estrelas de todos os tempos. Ela tem sido objeto de mais de duas dezenas de biografias desde sua morte, incluindo o bem-recebido Me and My Shadows: A Memoir Familly, por sua filha, Lorna Luft. O livro foi posteriormente adaptado para a multipremiada minissérie de televisão, Life with Judy Garland: Me and My Shadows, que ganhou Emmy Awards por duas atrizes que retrataram Garland (Tammy Blanchard e Judy Davis). Várias de suas gravações têm sido apresentadas no Hall da Fama do Grammy. Essas incluem Over the Rainbow, que foi classificada como a música número um de todos os tempos na lista do American Film Institute. Quatro outras músicas de Judy são destaques na lista: Have Yourself a Merry Little Christmas, Get Happy, The Trolley Song e The Man That Got Away. Judy por duas vezes foi homenageada em selos postais dos Estados Unidos, em 1989 (como Dorothy) e novamente em 2006 (como Vicki Lester de A Star Is Born).

### Judy Garland, O Fim do Arco-Íris
A eterna Dorothy de “O mágico de Oz”, após inspirar biografias, livros e séries de TV, ganhou um novo texto do inglês Peter Quilter, para a peça de teatro “Judy Garland — O fim do arco-íris”, que apresenta os bastidores da sua última turnê em Londres, em 1968. A peça foi premiada como melhor espetáculo, no Festival de Edimburgo e estreou em várias versões, tendo sido considerada pelo Times como "O Melhor Musical de Sempre". A versão inglesa de Judy Garland arrancou elogios da imprensa britânica na voz de Tracie Bennett, à qual valeu os maiores prémios do teatro britânico. A versão portuguesa, estreada em Fevereiro de 2012, foi considerada um dos melhores musicais de Filipe La Féria, com Judy Garland na voz de Vanessa Silva que impressiona em interpretações tão boas como as da própria Judy Garland e a versão americana estreou na Broadway em 2012 e foi bem recebida pela crítica. No Brasil, Cláudia Netto viveu Judy Garland em temporada no Rio de Janeiro e no Festival de Teatro de Curitiba.

## Filhos
- Liza Minnelli - nascida em 12 de março de 1946, atriz e cantora (famosa com os filmes Cabaret, New York New York). Com Vincente Minnelli.
- Lorna Luft - nascida em 21 de novembro de 1952, atriz e cantora. Filha de Sydney Luft, empresário.
- Joe Luft - nascido em 29 de março de 1955. Filho de Sidney Luft, empresário.